# Kommunernes Pensionsforsikring
|  | Sammenskrivningsforslag Artiklen [[]] er foreslået føjet ind i Sampension. (Siden maj 2017) Diskutér forslaget |

Kommunernes Pensionsforsikring (KP) er et dansk livsforsikrings- og pensionsaktieselskab med hjemsted i Københavns Kommune.
Selskabet administreres af datterselskabet SAMPENSION.
Den 1. juni 1928 oprettedes Kommunernes Pensionskasse. Dette var en selvstændig institution oprettet af Den danske Købstadsforening. I 1945 omdannedes pensionskassen med virkning fra 1. januar 1946 til Kommunernes Pensionsforsikring A/S. Fra 1946 til 1953 var H.P Hansen formand.
I 1991 stiftedes Din Bank med KP som ejer af 75% og Pensionskassen for Børne- og Ungdomspædagoger af 25%. Banken blev i 2001 solgt til det svenske forsikringselskab Skandia og skiftede navn til SkandiaBanken (og til Eik Bank Danmark A/S efter et nyt salg i 2007 til Eik Bank).

## Administrerende direktører
- 1946-1959 C. Schultz
- 1959-1977 Georg Berg
- 1977-1990 Poul Sørbye Friis
- 1990- Ole Berg Rasmussen